# 情報ライブMovin'
『情報ライブMovin'』（じょうほうライブムービン）は、2007年4月2日から2008年6月27日まで仙台放送で放送されていた夕方ワイド番組。

## 概要
仙台放送はそれまでにも夕方ワイド番組を放送してきたが、今度はハイビジョン制作の夕方ワイド番組を放送することになった。それがこの『情報ライブMovin'』である。司会は『ヨジテレビ!』や『仙台放送スーパーニュース』で一番人気のあった浅見博幸が約3年ぶりに務めることになったが、番組は1年3か月で終了した。

## 放送時間の変遷
| 期間      | 期間      | 放送時間（JST）                       |
| --------- | --------- | ------------------------------------- |
| 2007.4.2  | 2007.7.13 | 月曜日 - 金曜日 15:50 - 16:44（54分） |
| 2007.7.17 | 2007.9.28 | 月曜日 - 金曜日 15:50 - 16:50（60分） |
| 2007.10.1 | 2008.6.27 | 月曜日 - 金曜日 15:50 - 16:48（58分） |

## 出演者

### 最終回時点での出演者
総合司会
- 浅見博幸（仙台放送アナウンサー）
- 梅島三環子（仙台放送アナウンサー）

コーナーキャスター
- 寺田早輪子（ムービンニュース、仙台放送アナウンサー） - 『FNN仙台放送スーパーニュース』を兼務。
- 金澤聡（金スポ、仙台放送アナウンサー）
- 酒井紀子（天気予報、気象予報士）
- マギー審司（マギー審司のお宝発見福耳ツアー）
- 出射由佳（マギー審司のお宝発見福耳ツアー、当時仙台放送アナウンサー）
- 早坂牧子（ムービンすぽっと（特集）・ジュニ体操、当時仙台放送アナウンサー）
- 櫻田彩子（ムービンすぽっと（特集））
- 齋藤幸恵（ムービンすぽっと（特集））
- 中村かおり（持ち込みアゴラ）
- JUNI（ジュニ体操）

ナレーター
- 平塚裕子

### 過去の出演者
コーナーキャスター
- 山口美穂子（持ち込みアゴラ→2007年7月に中村かおりと交代）

## コーナー・企画
- ムービンニュース - 他、「しぼり出し!ニューススクイーズ」という特集的な枠も存在。
- ムービンすぽっと - いわゆる「特集」コーナー。
- マギー審司のお宝発見福耳ツアー! - マギー審司と出射由佳が町をぶらぶらしながらお宝を発掘するコーナー。
- ドラ☆恋 - ドラリオンの情報コーナー。
- おとなり安近短 - 隣県の気軽な日帰り旅行を紹介するコーナー。
- エンタメムービン - ゲストや映画について紹介するコーナー。
- ムービンスポーツ - 主に週明けに放送されていたコーナーだが、不定期コーナーゆえに必ずしも放送されるとは限らなかった。
- 金スポ! - ベガルタ仙台や東北楽天ゴールデンイーグルスの勝敗を伝えるスポーツコーナー。
- 持ち込みアゴラ
- 天気予報
- ジュニ体操 - エンディングの体操企画。2007年10月1日から実施。本番組終了後、独立番組として放送。